# Elena García Armada
Elena García Armada (Valladolid, 1971) es una ingeniera industrial española, fundadora y presidenta de Marsi Bionics, empresa que ha desarrollado el primer exoesqueleto pediátrico del mundo para niños con patologías neuromusculares y parálisis cerebral. En 2022, gracias a este desarrollo pionero e innovador, García Armada recibió el Premio Inventor Europeo.

## Trayectoria
Hija de una doctora en Física y del catedrático de Electromagnetismo que impulsó la Escuela de Ingeniería de Telecomunicaciones de la Universidad de Cantabria, García Armada se doctoró en Ingeniería Industrial por la Universidad Politécnica de Madrid con la tesis titulada Optimización de la estabilidad y la velocidad de robots caminantes.
En 2000, presentó su proyecto SILO 4, un robot de 30 kilogramos con gran autonomía y adaptación al terreno, elementos fundamentales para tareas de arrastre o transporte de cargas. SILO 4 se planteó para su uso en labores de reconocimiento y rescate en catástrofes y para labores de desminado. En 2007, tras formarse en el Instituto de Tecnología de Massachusetts (MIT), se incorporó a las escalas científicas del Consejo Superior de Investigaciones Científicas (CSIC) donde ha dirigido 22 proyectos de innovación tecnológica y transferencia de tecnología. Los resultados de su investigación se citan en el Springer Handbook of Robotics (ed. 2008) y en diversas revistas científicas internacionales.
En 2009, conoció a Daniela, una niña de 9 años que había quedado tetrapléjica tras un accidente de tráfico. Tras varios años trabajando en su caso, en 2012, García presentó el primer exoesqueleto pediátrico con el objetivo de cambiar el paradigma de la rehabilitación pediátrica, ya que puede adaptarse al crecimiento del menor y a su condición muscular.
Elena es vocal del Consejo Rector de la Agencia Estatal de Investigación (AEI), miembro del grupo de Trabajo de Innovación y Transferencia del Conocimiento del Ministerio de Ciencia e Innovación, miembro de la organización Industrial Activities Board of the IEEE Robotics and Automation Society, y miembro del jurado de los Premios Princesa de Asturias de Investigación Científica y Técnica y de los Premios Nacionales de Investigación en su modalidad Juan de la Cierva de Transferencia Tecnológica.
Además de la investigación, García también realiza una labor divulgativa con su participación en charlas, conferencias e iniciativas para fomentar vocaciones STEM en las futuras generaciones, fomentando la presencia de mujeres en el ámbito de la ciencia y la investigación.
Sus trabajos han dado lugar a ocho patentes, tres licenciadas y extendidas internacionalmente a Estados Unidos y Europa y a más de cien publicaciones científicas en revistas y congresos. Desde 2019, es académica correspondiente de honor de la Real Academia de Medicina de Cantabria.

### Marsi Bionics
En 2013, García fundó Marsi Bionics nacida como spin-off del Centro de Automática y Robótica (CAR), centro mixto de la Universidad Politécnica de Madrid (UPM) y el Consejo Superior de Investigaciones Científicas (CSIC). Desde 2019, el CSIC forma parte de su accionariado. Su actividad se centra en el desarrollo de exoesqueletos de miembro inferiores para aplicaciones médicas. Está reconocida como una Empresa de Base Tecnológica (EBT) de alto impacto en el desarrollo de tecnología innovadoras en el sector de la salud. 
La empresa, presidida por García, ha recibido numerosos premios por su innovación tecnológica y su impacto social, entre los que destacan el Premio Cepyme 2015 al Mejor Proyecto Emprendedor, el Premio FENIN 2017 al Emprendimiento en tecnología sanitaria, o el Premio Discapnet de la Fundación ONCE 2019.

## Reconocimientos
En 2020, García Armada fue reconocida como una de las 30 mujeres más influyentes del mundo en el ámbito de la robótica por Robohub, plataforma estadounidense dedicada a la divulgación científica. Al año siguiente, en 2021, recibió el Premio Beato de Liébana de Cohesión Internacional y el Premio Fermina Orduña de la Comunidad de Madrid a la innovación tecnológica, además de una Mención Honorífica del Colegio de Ingenieros Industriales de Madrid (COIIM).
En 2022, recibió la Medalla de Oro de Cruz Roja, condecorada como líder del grupo del Consejo Superior de Investigaciones Científicas (CSIC). Ese mismo año, obtuvo la Mención Especial I premio a la mujer Profesional UICM, y el Premio Top Insider 2022 de Bussines Insiders. En junio de 2022, García recibió el Premio al Inventor Europeo, concedido por la Oficina Europea de Patentes (EPO), por su exoesqueleto adaptable. Este reconocimiento, de prestigio internacional, sólo lo han recibido otros dos españoles: la bioquímica Margarita Salas y el ingeniero José Luis López Gómez.
En febrero de 2023, la Universidad Europea Miguel de Cervantes (UEMC) de Valladolid invistió a García como doctora honoris causa. Al mes siguiente, en marzo, fue galardonada con uno de los Premios Nacionales de Discapacidad, que otorga el Ministerio de Derechos Sociales y Agenda 2030 del Gobierno de España y cuyo objetivo es «estimular y reconocer la trayectoria, dedicación y contribución de personas y entidades públicas y privadas en materia de inclusión, plena ciudadanía y goce efectivo de los derechos humanos de las personas con discapacidad». Ese mismo mes, la Comunidad de Madrid reconoció a García en el apartado de Tecnología en sus Reconocimientos 8 de Marzo a mujeres destacadas por su talento y liderazgo. Unos meses después, en julio del mismo año, la Federación Española de Mujeres Directivas, Ejecutivas, Profesionales y Empresarias (Fedepe) entregó a García Armada el Premio Liderazgo Mujer Profesional «por su exitosa trayectoria profesional como investigadora de renombre a nivel internacional».

## Obra (selección)
García ha publicado un total de 120 trabajos científicos con un índice H = 26 (índice i10 = 49) y sus trabajos han recibido 2.735 citas, según Google Académico.

### Libros
- García Armada, Elena (2022). Los Robots y sus capacidades. Los Libros de la Catarata: Madrid : Editorial CSIC Consejo Superior de Investigaciones Científicas. p. 140. ISBN 84-1352-394-X.
- García Armada, Elena (2015). Robots. Los Libros de la Catarata: Madrid : Editorial CSIC Consejo Superior de Investigaciones Científicas. p. 94. ISBN 978-84-00-09914-5.
- García Armada, E; Estremera, J; González de Santos, P (2006). Quadrupedal Locomotion. Springer-Verlag London Limited. p. 268. ISBN 978-1-84628-307-9.

### Artículos
- Cumplido-Trasmonte C, Molina-Rueda F, Puyuelo-Quintana G, Plaza-Flores A, Hernández-Melero M, Barquín-Santos E, Destarac-Eguizabal MA, García-Armada E. Satisfaction analysis of overground gait exoskeletons in people with neurological pathology. a systematic review. J Neuroeng Rehabil. 2023 Apr 18;20(1):47. doi: 10.1186/s12984-023-01161-4.
- Cumplido-Trasmonte C, Barquín-Santos E, Gor-García-Fogeda MD, Plaza-Flores A, García-Varela D, Ibáñez-Herrán L, González-Alted C, Díaz-Valles P, López-Pascua C, Castrillo-Calvillo A, Molina-Rueda F, Fernandez R, Garcia-Armada E. STELO: A New Modular Robotic Gait Device for Acquired Brain Injury-Exploring Its Usability. Sensors (Basel). 2023 Dec 29;24(1):198. doi: 10.3390/s24010198.
- Cumplido-Trasmonte C, Barquín-Santos E, Garcés-Castellote E, Gor-García-Fogeda MD, Plaza-Flores A, Hernández-Melero M, Gutiérrez-Ayala A, Cano-de-la-Cuerda R, López-Morón AL, García-Armada E. Safety and usability of the MAK exoskeleton in patients with stroke. Physiother Res Int. 2024 Jan;29(1):e2038. doi: 10.1002/pri.2038. Epub 2023 Jul 21. PMID: 37477024.
- Cumplido-Trasmonte C, Ramos-Rojas J, Delgado-Castillejo E, Garcés-Castellote E, Puyuelo-Quintana G, Destarac-Eguizabal MA, Barquín-Santos E, Plaza-Flores A, Hernández-Melero M, Gutiérrez-Ayala A, Martínez-Moreno M, García-Armada E. Effects of ATLAS 2030 gait exoskeleton on strength and range of motion in children with spinal muscular atrophy II: a case series. J Neuroeng Rehabil. 2022 Jul 19;19(1):75. doi: 10.1186/s12984-022-01055-x.
- Cumplido-Trasmonte C, Barquín-Santos E, Gor-García-Fogeda MD, Plaza-Flores A, García-Varela D, Ibáñez-Herrán L, Alted-González C, Díaz-Valles P, López-Pascua C, Castrillo-Calvillo A, Molina-Rueda F, Fernández R, García-Armada E. Modularity Implications of an Overground Exoskeleton on Plantar Pressures, Strength, and Spasticity in Persons with Acquired Brain Injury. Sensors (Basel). 2024 Feb 23;24(5):1435. doi: 10.3390/s24051435.
- Barquín-Santos E, Cumplido-Trasmonte C, Gor-García-Fogeda MD, Plaza-Flores A, López-Morón AL, Fernández R, García-Armada E. Early implementation of MAK robotic device in total knee arthroplasty rehabilitation: A proof-of-concept study. Physiother Res Int. 2024 Oct;29(4):e2134. doi: 10.1002/pri.2134.
- A. Ganguly, D. Sanz-Merodio, G. Puyuelo, A. Goñi, E. Garcés, and E. Garcia Wearable Pediatric Gait Exoskeleton, a Feasibility Study  IEEE/RSJ International Conference on Intelligent Robots and Systems, 2018 #2 Conference in the field
- M. Cestari, D.Sanz-Merodio, and E. Garcia A New  and Versatile Adjustable Rigidity Actuator with Add-on Locking Mechanism (ARES-XL)  Actuators, Vol. 7, No. 1, 2018. #6 journal in the field in the year of publication
- Alberto Plaza, Mar Hernandez , Gonzalo Puyuelo , Elena Garces and  Elena Garcia Wearable rehabilitation exoskeletons of the lower limb: analysis of versatility and  adaptability Disability and Rehabilitation: Assistive Technology 2020
- Cumplido, C; Delgado, E; Ramos, J; Puyuelo, G; Garcés, E; Destarac, MA; Plaza, A; Hernández, M; Gutiérrez, A; García, E	Gait Assisted Exoskeletons for Children with Cerebral Palsy or Spinal Muscular Atrophy: A Systematic Review	NeuroRehabilitation, Jun 24, 2021
- Alberto Plaza Flores, Mar Hernández Melero, Jaime Ramos Rojas, Gonzalo Puyuelo Quintana, Elena Garces Castellote, Elena Garcia, Adaptive Central Pattern Generator to Control a Modular Lower Limb Rehabilitation Exoskeleton, IEEE/EMBS Conference in Neural Engineering, 2021
- Plaza, A., Hernandez, M., Puyuelo, G., Garces, E., & Garcia, E. (2021). Lower-limb medical and rehabilitation exoskeletons: A review of the current designs. IEEE Reviews in Biomedical Engineering/ An analytical review of medical exoskeleton technology and proposal for new advances in the field.